# 长荣街道
长荣街道是中华人民共和国吉林省延边朝鲜族自治州汪清县下辖的一个街道。面积8.04平方公里，总人口4.77万人。长荣街道办事处驻江北街东191号江北社区二楼。

## 行政区划
长荣街道共辖2个社区，分别是：
江北社区和长荣社区。